# Anton Quintana
Pour les articles homonymes, voir Quintana.
Anton Quintana, nom de plume d'Antoon Adolf Kuyten, né le 6 septembre 1937 à Amsterdam et mort à Hoorn le 15 octobre 2017, est un romancier et scénariste néerlandais, auteur de plusieurs romans policiers, récits de science-fiction et ouvrages de littérature d'enfance et de jeunesse.

## Biographie
Il a surtout publié des romans policiers et des textes de science-fiction et parfois d'horreur. Il est également scénariste, notamment pour les séries télévisées Duel in de diepte (nl) et La Malédiction du kriss pusaka. Il écrit aussi du théâtre radiophonique, en collaboration avec De overdracht van de Najade (nl), qui a été diffusé par l'AVRO. 
Il est aussi reconnu pour ses livres pour enfants, notamment grâce au roman Le Roi des babouins (De bavianenkoning), publié en 1982.
Anton Quintana est le frère jumeau d'André Kuyten (nl) (1937-1978), poète et écrivain néerlandais.

## Œuvres
- Het kille ontwaken (1969)
- De verre vriend (1969)
- De overlevende (1970)
- De rattenjacht (1971)
- Padjelanta (1973)
- Een grote taak op Onyx (1973), roman alliant horreur et fantasy
- De adelaar: en andere avonturenverhalen (1974)
- Orimoa (1974)
- Duel in de diepte (1979)
- Natuurlijke vijand (1980)
- De ijzeren harp en andere fantastische verhalen (1981)
- De bavianenkoning (1982) Publié en français sous le titre Le Roi des babouins, Paris, Flammarion, coll. « Castor poche » no 140, 1986  (ISBN 2-08-161856-7)
- Tijl Uilenspiegel (1982)
- Dzjengis Khan; Dl. 1 : Strijd om het bestaan (1983)
- Strijd van een boom (1983)
- Hij die terugkomt: verhalen voor jong en oud (1983)
- Dzjengis Khan; Dl. 2 : Strijd om het bestaan (1984)
- De rimboe achter je huis (1985)
- De vuurman (1987)
- Het boek van Bod Pa (1995)
- De vossenhater (1996)
- De hemelruiter (2000)

## Prix et distinctions
- 1970 : ANV-Visser Neerlandia-prijs pour De vrouw onder het schavot.
- 1973 : ANV-Visser Neerlandia-prijs pour Het zout der aarde.
- 1983 : Gouden Griffel pour De bavianenkoning
- 1996 : Woutertje Pieterse Prijs (nl) pour Het boek van Bod Pa
- 1996 : Gouden Uil pour Het boek van Bod Pa
- 1998 : (international) « Honour List »[3] de l' IBBY pour Het boek van Bod Pa

## Source de la traduction
- (nl) Cet article est partiellement ou en totalité issu de l’article de Wikipédia en néerlandais intitulé « Anton Quintana » (voir la liste des auteurs).